# Jakovany
Jakovany jsou obec na Slovensku v okrese Sabinov. V obci žije 350 obyvatel.

## Poloha
Obec leží na jihozápadě Čergovského pohoří v údolí potoka Jakovenka. Povrch vrchoviny je členitý s nadmořskou výškou v rozmezí od 425 do 818 m n. m., střed obce se nachází ve výšce 495 m n. m. Území je zalesněné s převahou jedlí a buků.

## Historie
První písemná zmínka o obci pochází z roku 1314, kde je uváděná pod názvem Jakorezy. Pozdější názvy např. v roce 1773 Jakowjany a v roce 1920 Jakoviany i Jakovany, od roku 1927 jsou uváděny jako Jakovany; maďarsky Jakoris, Jákórésze. Do 16. století náležela k panství hradu Šariš, následně zde měli majetek Péchyovci.
V roce 1427 byla obec daněna z 18 port. V roce 1787 žilo v 28 domech 177 obyvatel a v roce 1828 v 35 domech žilo 281 obyvatel.
Hlavní obživou bylo zemědělství a práce v lesích.

## Kostel
V obci je filiální řeckokatolický kostel zasvěcený Panně Marii (Chrám ochrany Presvätej Bohorodičky) postavený v roce 1865. Farnost Jakovany náleží pod řeckokatolickou farnost Červená Voda děkanát Sabinov prešovská archieparchie.